# NGC 341
NGC 341 è una galassia a spirale situata nella costellazione della Balena.
Fu scoperta il 21 ottobre 1881 da Édouard Stephan.